# Chińskie Muzeum Narodowe
Chińskie Muzeum Narodowe (chiń. upr. 中国国家博物馆; chiń. trad. 中國國家博物館; pinyin Zhōngguó Guójiā Bówùguǎn) – muzeum znajdujące się w centrum Pekinu, przy placu Niebiańskiego Spokoju, naprzeciw gmachu Wielkiej Hali Ludowej.
Muzeum zostało wybudowane w latach 1958–1959 dla uczczenia 10. rocznicy powstania Chińskiej Republiki Ludowej. Budynek zajmuje powierzchnię 69 000 m² i ma wysokość 40 metrów. Jego długość wzdłuż osi północ-południe wynosi 313 metrów, wzdłuż osi wschód-zachód 149 metrów. Wejście do budynku ma formę portyku wspartego na ustawionych w dwóch rzędach 24 kolumnach, za którym znajdują się dwie pary potężnych drzwi o wysokości 39 metrów.
Chińskie Muzeum Narodowe podzielone jest na dwa mniejsze: w południowej części gmachu znajduje się Muzeum Historii Chin, w północnej zaś Muzeum Chińskiej Rewolucji. W Muzeum Historii Chin zgromadzono około 9 tysięcy eksponatów ilustrujących historię Państwa Środka od czasów prehistorycznych do wybuchu I wojny opiumowej w 1840 roku. Do najcenniejszych należą skamieniałości człowieka z Yuanmou, gliniane i nefrytowe naczynia neolityczne, dingi z czasów dynastii Shang, wykonany z nefrytu strój pogrzebowy z czasów dynastii Han, ceramika sancai z okresu Tang.
Muzeum Chińskiej Rewolucji ilustruje ostatnie 150 lat historii kraju. Podzielone jest na trzy części, odpowiadające oficjalnemu podziałowi współczesnej chińskiej historii: od 1840 do 1911, od 1911 do 1949 i po 1949 roku.